# Медиашлюз
Медиашлюз (англ. MG, MGW или Media Gateway) — это межсетевой шлюз, осуществляющий преобразование медиа трафика между телекоммуникационными сетями разных типов.

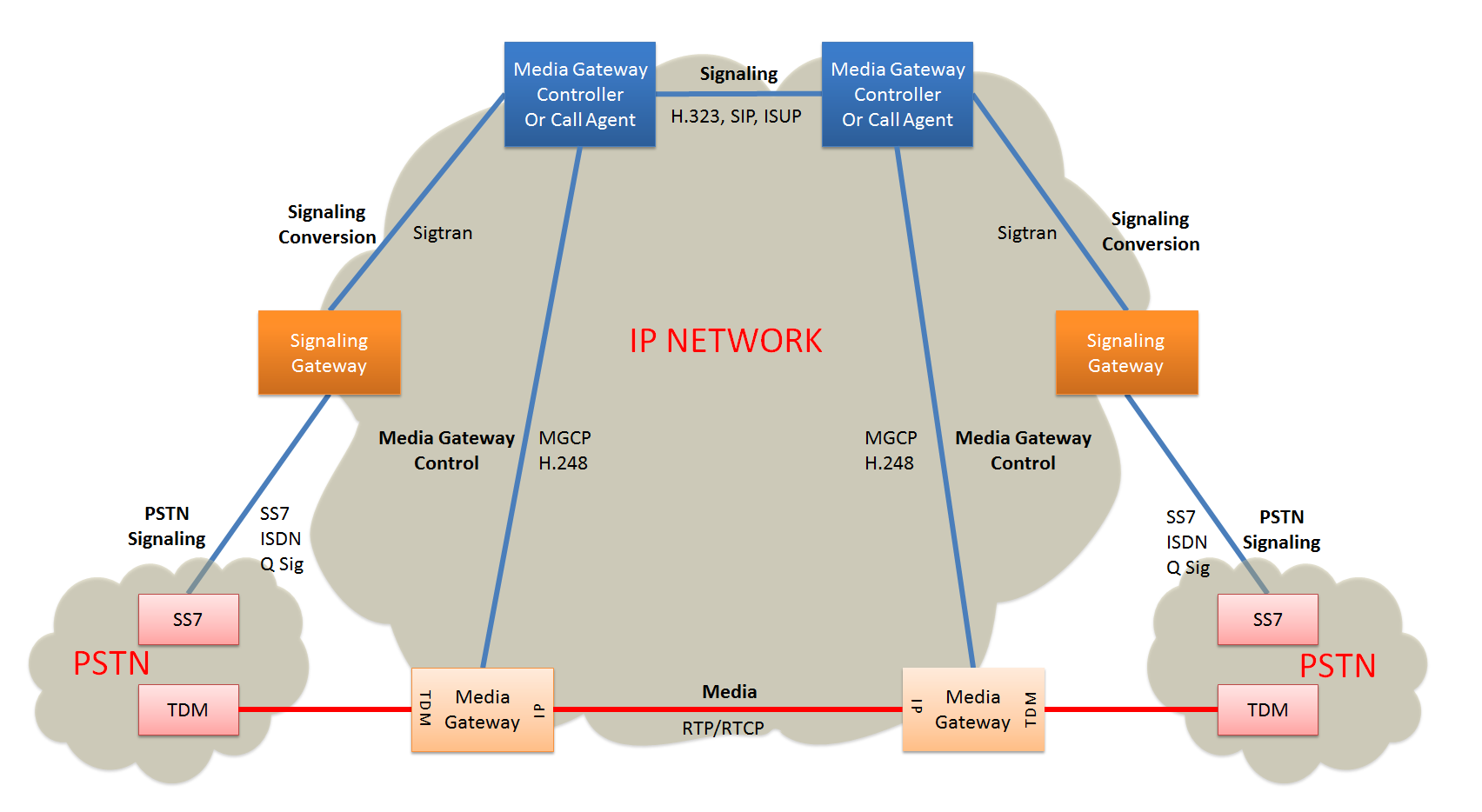
Взаимодействие между элементами сети в случае использования медиа-шлюзов

3GPP для IMS архитектуры определяет MGW как элемент взаимодействия IP-сети с ТфОП или беспроводными сетями 2G, 2,5G, PLMN, а для 3G эту функцию выполняет GGSN (GPRS Gateway Support Node).
Медиашлюз управляется call-агентом, в IMS функция управления принадлежит MGCF (Media Gateway Control Function), оба предусматривают управление звонками и сигнальную функциональность. В 3GPP call-агент обозначают как S-CSCF (Serving Call State Control Function). Коммуникация между медиашлюзами и call-агентами достигается с помощью протоколов, таких как MGCP и Megaco/H.248. Медиашлюз не имеет IP-интерфейсов, которые генерируют события. Каждый call-агент может контролировать ряд медиа шлюзов и потому для надежности они располагаются рядом в сети, 
кроме того медиа-шлюз может управляться также несколькими call-агентами поочередно (например для резервирования) или одновременно. Каждый медиашлюз должен быть физически расположен в точке взаимодействия не IP-сети, которую он поддерживает.  В силу своей природы медиашлюз и его call-агенты всегда находятся рамках одного домена провайдера услуг. Медиашлюз не осуществляет взаимодействия с внешним миром через интерфейс агент контроля («Клиент») и через RTP потоки, в отличие от медиасервера.
Потоковые операции над медиа данными, такие, как подавление эха, DTMF и прочие осуществляет MRFP (процессор функции мультимедийных ресурсов) или иначе IP медиасервер в IMS согласно 3GPP, который контролируется чаще всего SIP. Медиасервер — механизм сетевой обработки общецелевого назначения выделяется отдельным элементом, так как он добавляется к любым традиционным голосовым сетям или пакетным сетям и может быть расположен в любой точке сети. В IMS контроль медиасервера осуществляет MRFC (Media Resource Function Controller), в Cable/MSO Application Manager, в NGN терминах — Application Server. В NGN (проводной и беспроводной) архитектуре, медиасервера обрабатывают медиа потоки для агентов контроля. Агенты контроля можно назвать агентами (иногда называют «гибкий коммутатор») и / или сервер приложений. Call-агент (коммутационная логика) в 3GPP IMS терминах S-CSCF, в терминах Cable/MSO как CMTS.
Несмотря на то, что объединение функций медиашлюза и медиасервера в одном устройстве требует дополнительных усилий со стороны системных интеграторов при создании решений и ресурсов у оператора при эксплуатации, так как при таких решениях сеть должна поддерживать два протокола для одних и тех же целей, существуют устройства объединяющие эти два функционала. SIP может выполнять роль конвергентного протокола контроля медиасервера, которую не могут делать MGCP или H.248.
В отличие от агентов вызова, которые контролируют медиашлюзы, сервера приложений не имеют внутреннюю потребность в стеке MGCP или H.248 протоколах стека. Поскольку они уже имеют SIP стек для сигнализации, вендоры находят его удобным для использования для управления медиасервером. SIP медиасервер ведет себя точно так же, как на границе SIP браузеров или телефонами, так что сервер приложений, может использовать свои существующие возможности SIP для управления медиасервером. Серверы приложений также требуют расширенный набор функций медиа обработки. Call-агенты, как правило, требуют только простых функций, таких как сетевые объявления, простой DTMF, простая конференц-связь, которые могут быть удовлетворены SIP или MGCP/H.248. Но сервера приложений требуют комплекса IVR, записи и воспроизведения, VoiceXML, ASR, TTS, расширенных возможностей конференц-связи, параллельного видео. Для управления этими функциями, двух самых мощных кандидатов-XML и VoiceXML-оба используются почти исключительно с SIP.
SIP поддерживает использование методов обнаружения, таких как DNS SRV записей, так что SIP-серверы могут быть расположены динамически, в отличие от медиашлюзов, где MGCP и H.248 подходят лучше всего. С точки зрения безопасности SIP является более мощным и гибким инструментом и дает больше альтернатив, чем MGCP или H.248, так как SIP был разработан для решения задач во враждебной среде IP сетей и Интернета.
В сетях VoIP медиашлюз осуществляет преобразование голосового трафика, поступающего из ТфОП в RTP-пакеты и обратное преобразование.